# Sartory-Säle

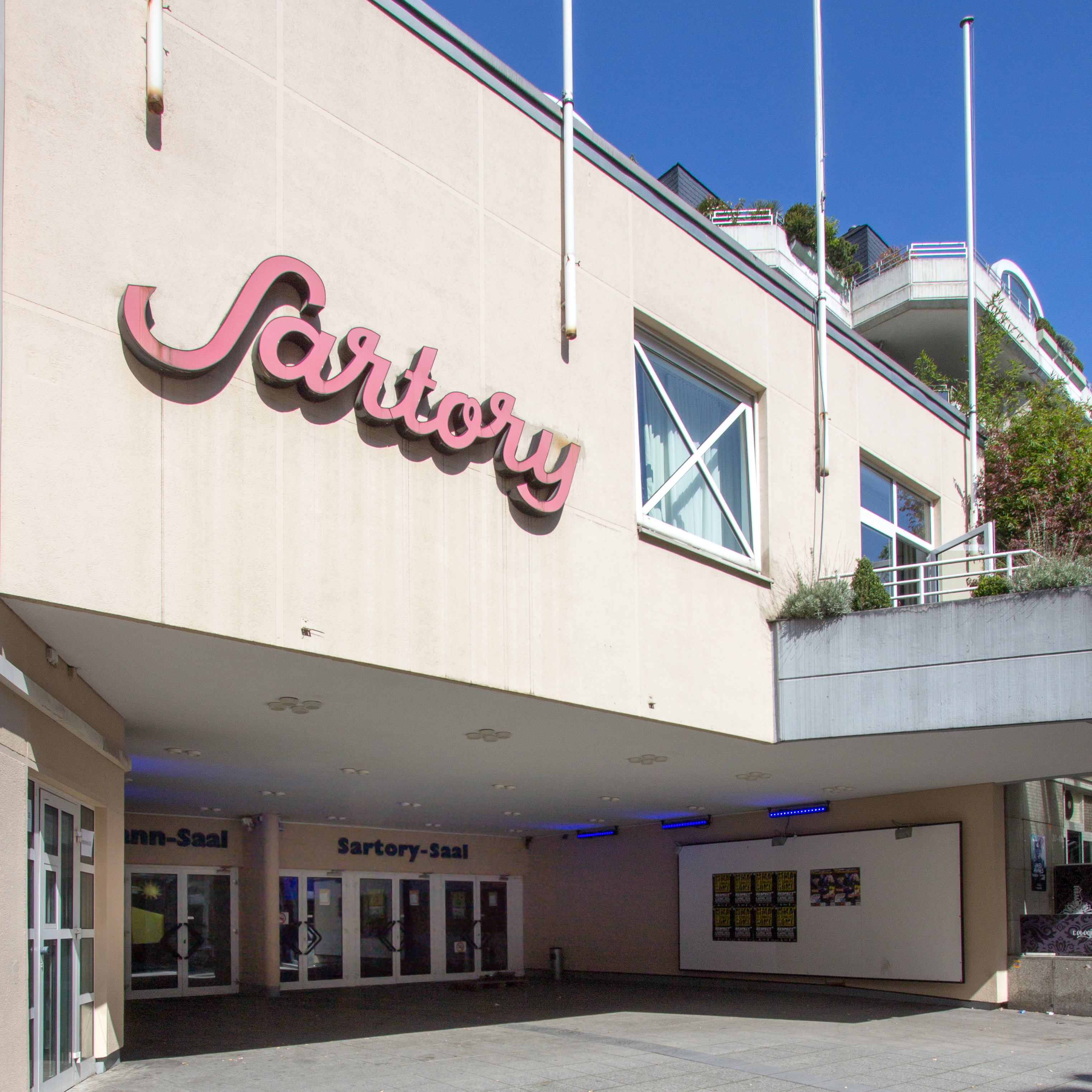
Eingang zu den Sartory-Sälen, 2016

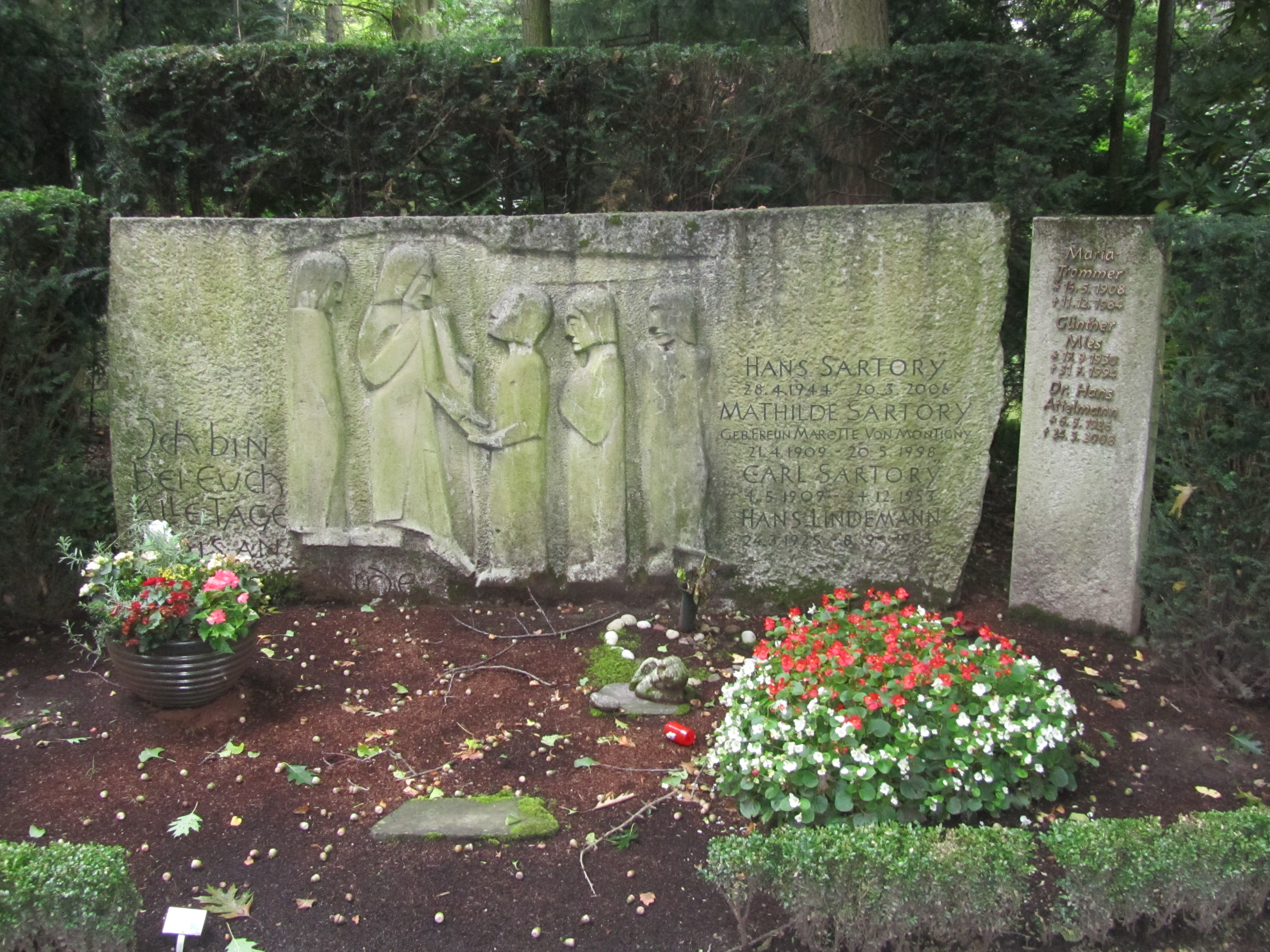
Grab der Familie Sartory auf dem Melaten-Friedhof

Sartory-Säle ist der Name einer der größten Kölner Veranstaltungshallen im Zentrum Kölns in der Nähe des Friesenplatzes, benannt nach der Kölner Gastronomen-Familie Sartory.

## Geschichte
An der Stelle der heutigen Sartory-Säle stand bis zu seiner Zerstörung im Zweiten Weltkrieg das Kölner Varieté „Groß-Köln“, das 1912 aus der 1896 gegründeten Brauerei „Cölner Bürgerbräu Josef Waßmann“ hervorging. Bereits in diesem Varieté traten Karnevalisten wie Humorist Otto Reutter (November 1928), aber auch die Comedian Harmonists (Mai 1929), auf. Willi Ostermanns Karnevalsrevue Die Fastelovendsprinzessin wird hier 1930 uraufgeführt.
Das von dem die Stadt Köln prägenden Architekten Wilhelm Riphahn geplante neue Gebäude wurde rechtzeitig zum Karnevalsauftakt am 11. November 1948 unter dem Namen Sartory-Säle fertiggestellt. Damit waren die Säle neben dem Williams-Bau die einzige Veranstaltungshalle im kriegszerstörten Köln. Namensgeber und Bauherr war der Gastronom Carl Sartory sen. (* 4. Mai 1909 Köln, † 24. Dezember 1953 ebenda). Bereits 1950 findet eine erste Erweiterung mit Architekt Wilhelm Koep statt. Carl Sartorys Kinder Hilde, Carl und Hans Sartory bilden 1950 das erste Kölner Kinder-Dreigestirn, präsentiert in den Sartory-Sälen. Hier fand am 25. Januar 1950 die erste KAJUJA-Sitzung statt.
Auf der Karnevalssitzung der Lyskircher Junge am 1. Januar 1952 kam es zum Eklat, als der bekannte Kölner Büttenredner Karl Küpper seine Rede „D´r verdötschte Funk-Reporter“ vortrug und dabei die Hand erhob, als woll er prüfen, ob es zu regnen begonnen habe, und sagte: „Et eß ald widder am rähne!“ („Es regnet schon wieder“). Mit dieser Nummer hatte er in der Nazizeit den Hitlergruß persifliert und deutete nun auf die Gefahr hin, dass durch die Rückkehr alter Eliten Zustände der Zeit des Nationalsozialismus weiterlebten.
Nach dem Tod des Bauherrn im Jahre 1953 übernahm dessen Witwe Mathilde Sartory (* 21. April 1909, † 20. Mai 1998) die Geschäftsführung, 1966 übergab sie an Tochter Hilde Sartory (* 4. Juli 1940, † 26. Juni 2015) die Führung, die kurz danach durch ihre Brüder Carl jun. und Hans Sartory (* 28. April 1944 Köln, † 20. März 2006 ebenda) erweitert wurde. Im Jahre 1959 kamen die Sartory-Lichtspiele hinzu.
Seit 1965 organisierten die Veranstalter hier Beatwettbewerbe mit Beatbands aus der Region. Im September 1968 traten bei einem derartigen Beatfestival die Kölner Stowaways (mit Hartmut Pries, Peter Schütte und Erich „Erry“ Stoklosa) auf und gewannen den ersten Preis. Aus ihnen entwickelten sich später die Bläck Fööss. Auch fanden hier eine Vielzahl von Rockkonzerten statt, u. a. von den Pretty Things (4. Dezember 1966), Queen (6. Dezember 1974), Status Quo (23. Februar 1975), Scorpions (7. März 1979) oder AC/DC am 18. Oktober 1978 („Powerage“-Tour) bzw. 13. November 1979 („Highway To Hell“-Tour). Das Musical Hair feierte hier 1971 seine deutsche Premiere, am 16. Juli 1981 war hier der Rockpalast zu Gast. BAP trat in den Sälen vom 3. bis 7. Dezember 1984 auf.
Seit 1963 sind die Sartory-Säle regelmäßig auch Austragungsort von Veranstaltungen des Boxsports. Vitali Klitschko bestritt hier seinen sechsten (8. März 1997) bzw. sechzehnten (7. März 1998) Profikampf. Und Regina Halmich gewann in den Sartory-Sälen vor 1.300 Zuschauern am 28. März 1999 ihren 18. WM-Kampf sowie am 13. Mai 2000 den WIBF-Titel im Fliegengewicht.
Für mediale Aufmerksamkeit sorgte die Weigerung von Marcus Sartory, für eine von der rechtsgerichten Compact-Magazin GmbH für den 29. Oktober 2016 geplanten Konferenz Räumlichkeiten zur Verfügung zu stellen: Nach Bekanntwerden der politischen Ausrichtung des Kongressorganisators hatte Sartory den Vertrag gekündigt, weswegen er per Droh-Mail angefeindet wurde. Compact wich daraufhin Anfang November nach Berlin aus. Anstelle des ursprünglichen Kongresses fand am 29. Oktober 2016 dann in den Sartory-Sälen das Benefizfestival „Kein Raum für Rassismus“ mit rund 1.500 Teilnehmern statt, zu dem ein breites Bündnis verschiedener Kölner Initiativen aufgerufen hatte. Am Programm nahmen u. a. Bands wie Kasalla, Querbeat, Miljö und Hanak sowie die Kabarettisten Jürgen Becker, Wilfried Schmickler und Fatih Çevikkollu teil.

## Lage und Kapazität
Durch die bis 2019 im Fernsehen übertragenen alljährlichen Karnevalsveranstaltungen („Fernsehsitzungen“), die ab 2023 im Theater am Tanzbrunnen produziert werden, wurden die Sartory-Säle auch überregional bekannt und zu einer Kölner Institution. Die multifunktional einsetzbaren Festhallen liegen verkehrsgünstig in der Kölner Innenstadt. Sie bestehen aus 7 Sälen, von denen der „Sartory-Saal“ der größte mit einem Fassungsvermögen von maximal 1.400 Personen ist. Es folgt der „Ostermann-Saal“ mit bis zu 800 Personen. Insgesamt bieten die Säle Platz für 3.500 Gäste auf einer Fläche von rund 3.850 m².

## Unternehmen
Betrieben werden die Sartory Säle durch die Sartory Säle GmbH & Co. KG. Unbeschränkt haftende Gesellschafterin des Unternehmens ist die Sartory Säle Verwaltungs-GmbH, derzeit vertreten durch Carl Sartory und dessen Sohn Marcus. Marcus Sartory stieg 2012 in die Geschäftsführung ein, nachdem Sandra Sartory – Tochter von Hans Sartory und seit März 2006 neben Carl Sartory Geschäftsführerin – das Unternehmen aufgrund von Differenzen verließ. Als Mutterunternehmen fungiert die Familie Sartory Beteiligungs-GbR.